# Малахи (Великолуцький район)
Малахи (рос. Малахи) — присілок в Великолуцькому районі Псковської області Російської Федерації.
Населення становить 48 осіб. Входить до складу муніципального утворення Шелковська волость.

## Історія
Від 2014 року входить до складу муніципального утворення Шелковська волость.

## Населення
| 2001 | 2002 | 2010 |
| ---- | ---- | ---- |
| 44   | ↗45  | ↗48  |